# Полесье (Полтавская область)
Полесье (укр. Полісся; до 2025 года — Сухиновка) — село,
Сухиновский сельский совет,
Полтавский район,
Полтавская область,
Украина.
Код КОАТУУ — 5321886501. Население по переписи 2001 года составляло 417 человек.
Является административным центром Сухиновского сельского совета, в который, кроме того, входит село
Лесное.

## Географическое положение
Село Сухиновка находится в 4-х км от левого берега реки Ворскла,
в 0,5 км от села Лесное.
Местность вокруг села сильно заболочена, много заросших озёр.

## Экономика
- Полтавский психоневрологический дом-интернат.

## Объекты социальной сферы
- Школа I ст.